# دو والن
دو والن (De Wallen یا De Walletjes) بزرگترین و معروفترین منطقه سرخ در آمستردام هلند و یکی از جاذبه‌های اصلی شهر آمستردام می‌باشد که در مرکز و قدیمی‌ترین بخش شهر واقع شده و چندین بلوک در جنوب کلیسای Oude Kerk را در بر می‌گیرد و توسط چندین کانال آبی قطع می‌گردد. دو ودالن شامل شبکه‌ای از کوچه‌هایی است که در آن‌ها تقریباً ۳۰۰ کابین تک اتاقه کوچک وجود دارد که توسط روسپیان اجاره می‌گردد. آنان خدمات جنسی خود را در این اتاقک‌ها از پشت پنجره یا دربی شیشه‌ای که معمولاً با چراغ‌های قرمز نورافشانی می‌گردد، پیشنهاد می‌نمایند. این منطقه همچنین فروشگاه‌های جنسی، تئاترهای جنسی، شهرفرنگ‌های جنسی، یک موزه سکس، یک موزه حشیش و شماری از کافی شاپهایی که ماری جوانا می‌فروشند دارد. ۲۶ کافی شاپ این منطقه مجبور هستند بین اول سپتامبر ۲۰۱۲ تا ۳۱ آگوست ۲۰۱۵ تعطیل نمایند. به عنوان جزئی از محدودیت‌های جدید که از ۲۰۱۲ به اجرا درآمده‌اند، یک قاضی هلندی رای داده است که از این تاریخ به بعد می‌توان قانوناً ورود توریست‌ها را به کافه‌های ماری جوانا ممنوع کرد. دو والن و مناطق فحشای Singelgebied و Ruysdaelkade، مناطق چراغ قرمز آمستردام (به هلندی: Rosse Buurt) را تشکیل می‌دهند.

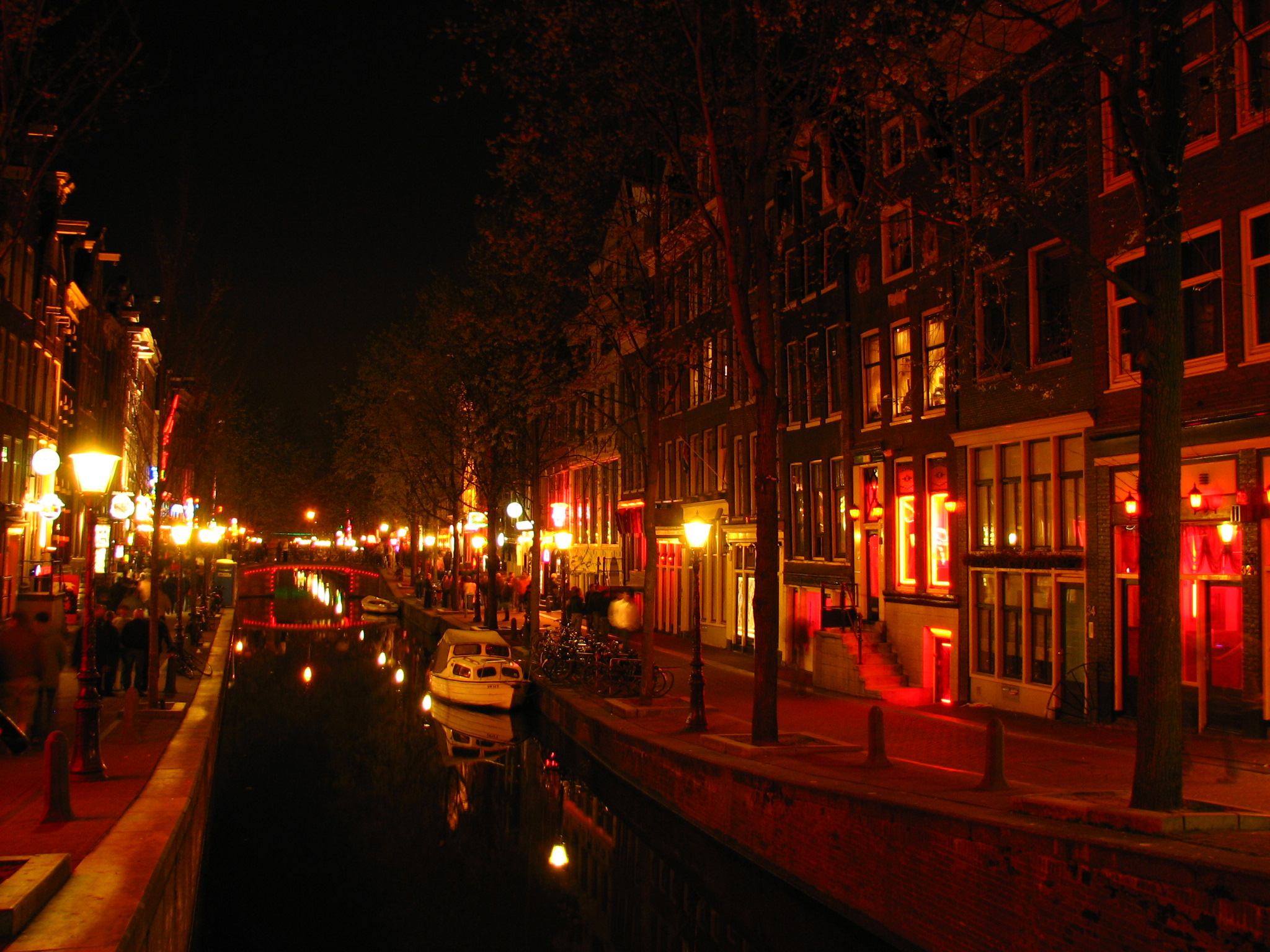

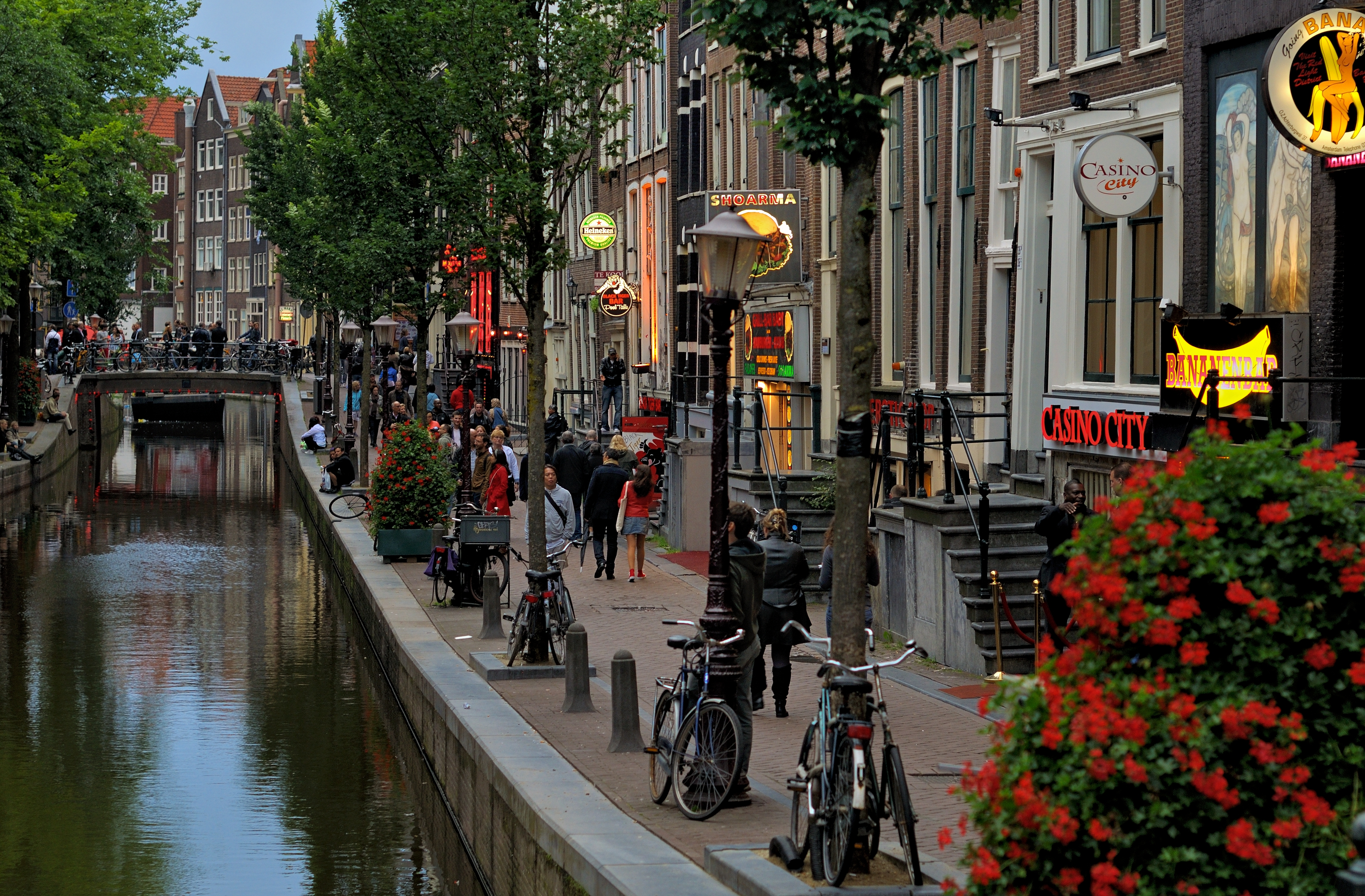

## مکان
مساحت کلی این منطقه حدود ۶۵۰۰ متر مربع می‌باشد که توسط منطقه Niezel در شمال، سد دریایی Nieuwmarkt در شرق، Sint Jansstraat در جنوب و Warmoesstraat در غرب محدود می‌گردد.

## سازماندهی
فحشا در هلند به استثنای فحشای خیابانی قانونی است اما مجوز کار برای فحشا صادر نمی‌گردد، بنابراین کار قانونی در این تجارت عمدتاً مربوط به شهروندان اتحادیه اروپا می‌باشد (شهروندان غیر اتحادیه اروپا هم در شرایط خاصی می‌توانند در این کشور کار قانونی انجام دهند، مثلاً اگر همسر یک شهروند محلی باشند).